# Cuenca (Ecuador)
Cuenca là một thành phố của Ecuador. Thành phố Cuenca thuộc tỉnh Azuay. Dân số thành phố Cuenca theo điều tra năm 2010 là 330.000 người. Đây là thành phố lớn thứ 3 theo dân số của Ecuador.
Cuenca nằm ở vùng cao nguyên của Ecuador khoảng 2500 m trên mực nước biển. Trung tâm của thành phố được liệt kê như vào danh mục di sản Thế giới của UNESCO với nhiều tòa nhà lịch sử của nó.